# Heyuan
Heyuan (河源 ; pinyin : Héyuán) est une ville de la province du Guangdong en Chine.

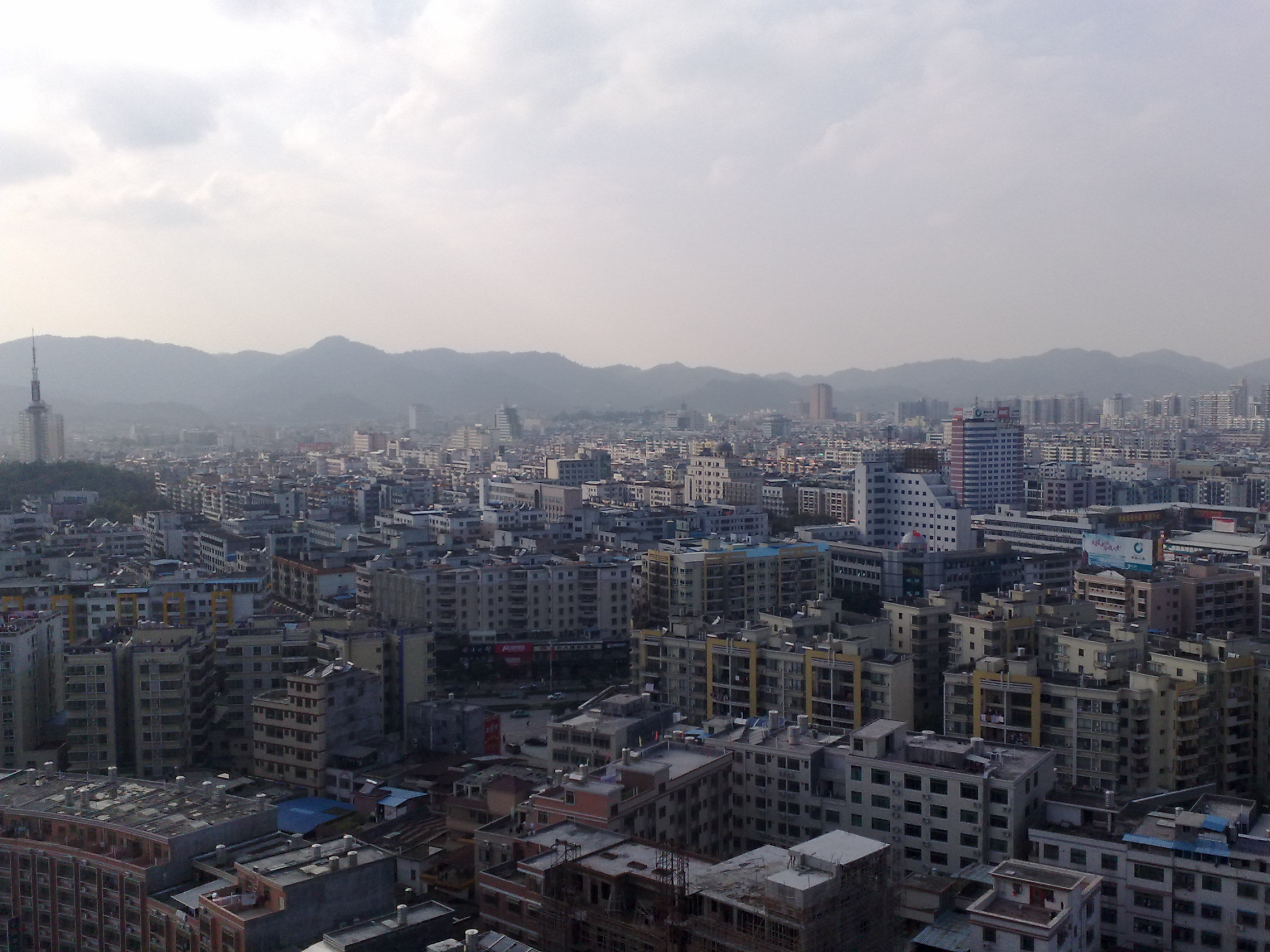
C'est le paysage du Nord Yuancheng

## Subdivisions administratives
La ville-préfecture de Heyuan exerce sa juridiction sur six subdivisions - un district et cinq xian :
- le district de Yuancheng - 源城区 Yuánchéng Qū[2] ;
- le xian de Heping - 和平县 Hépíng Xiàn ;
- le xian de Lianping - 连平县 Liánpíng Xiàn ;
- le xian de Longchuan - 龙川县 Lóngchuān Xiàn ;
- le xian de Dongyuan - 东源县 Dōngyuán Xiàn ;
- le xian de Zijin - 紫金县 Zǐjīn Xiàn.